# 黒石三太
黒石 三太（くろいし さんた）は、日本の漫画家、イラストレーター。ペンネームは「サンタクロース」にちなむ。

## 経歴・人物
2014年頃よりフリーペーパー「ポンコツ新聞」、電子書籍を制作・発行している。ポンコツ新聞は、北海道、東京、京都、名古屋で配布されている。